# 본 투 킬 (1996년 영화)
《본 투 킬》(Born to Kill)은 대한민국의 1996년 영화이다. 장현수 감독의 작품으로, 정우성과 심은하가 주연을 맡았다.

## 캐스팅
- 정우성 : 길 역
- 심은하 : 수하 역
- 조경환 : 두목 역
- 김학철 : 염사장 역
- 이기열 : 전무 역
- 명계남 : 인학 역
- 이미숙 : 미수 역
- 이정학 : 매니저 역
- 김광일 : 김회장 역
- 김시아 : 영희 역
- 정중헌 : 국장 역
- 조준형 : 야쿠쟈 역
- 김해곤 : 사내 역
- 박용범 : 운전기사 역
- 신철진 : 택시기사 역
- 최한진 : 정부 역
- 권성환 : 조직원 역
- 정두홍 : 두홍 역
- 심재원 : 콧수염 역
- 조의성 : 어린길 역
- 이상섭 : 큰길 역
- 윤광희 : 길엄마 역
- 임상준 : 중국집배달부 역
- 서영석 : 취객 역
- 임윤진 : 소희 역
- 이혜련 : 소희엄마 역
- 강성애 : 열쇠수리공 역
- 박상현 : 힛트맨 역
- 허훈구 : 지배인 역
- 최영희 : 미녀 1 역
- 김민숙 : 미녀 2 역
- 정은지 : 무희 1 역
- 김현숙 : 무희 2 역

## 기타
- 제작실장: 김두찬
- 제작부장: 민진기
- 제작차장: 이준성
- 조명: 차정남
- 조연출: 송해성
- 조연출: 오상훈
- 조연출: 공정식
- 스크립터: 한혜영
- 동시녹음: 최재호
- 미술: 오상만
- 특수분장: 김성문
- 특수분장: 허정임
- 특수효과: 정도안
- 분장: 김현진
- 분장: 박민서
- 의상: 채지연
- 의상: 황채경
- 무술연출: 정두홍
- 스턴트: 장호중
- 스토리보드: 한혜영
- 제작실무: 김노영
- 배역: 신철진
- 효과: 오카세 아키히코

## 흥행 순위
|  | 1996년도 한국영화 흥행순위 TOP 10 (서울 관람객 기준) |

| 순위 | 영화 제목        | 관객수(명) | 개봉일     | 비고 |
| ---- | ---------------- | ---------- | ---------- | ---- |
| 1    | 투캅스 2         | 636,047    | 1996.04.27 |      |
| 2    | 은행나무 침대    | 452,580    | 1996.02.17 |      |
| 3    | 꽃잎             | 213,979    | 1996.04.05 |      |
| 4    | 귀천도           | 200,570    | 1996.10.12 |      |
| 5    | 박봉곤 가출 사건 | 170,328    | 1996.09.21 |      |
| 6    | 돈을 갖고 튀어라 | 167,108    | 1995.12.16 |      |
| 7    | 리허설           | 160,141    | 1995.12.15 |      |
| 8    | 본 투 킬         | 132,261    | 1996.04.20 |      |
| 9    | 코르셋           | 114,777    | 1996.06.08 |      |
| 10   | 보스             | 101,078    | 1996.07.06 |      |